# Weissensee (Turíngia)
Weissensee (em alemão: Weißensee) é uma cidade da Alemanha localizada no distrito de Sömmerda, estado da Turíngia.